# جابر بن أفلح
أبو محمد جابر بن أفلح الإشبيلي  فلكي ورياضياتي عربي من الأندلس ولد في اشبيلية في اواخر القرن الحادي عشر للميلاد وتوفي عام (1150 ميلادية) ألف تسعة كتب في الفلك وقد ترجمها سنة 1533م جيرارد الكريموني إلى اللاتينية وله معادلة تستعمل في حل المثلثات الكروية القائمة سميت معادلة جابر.

## اختراعاته

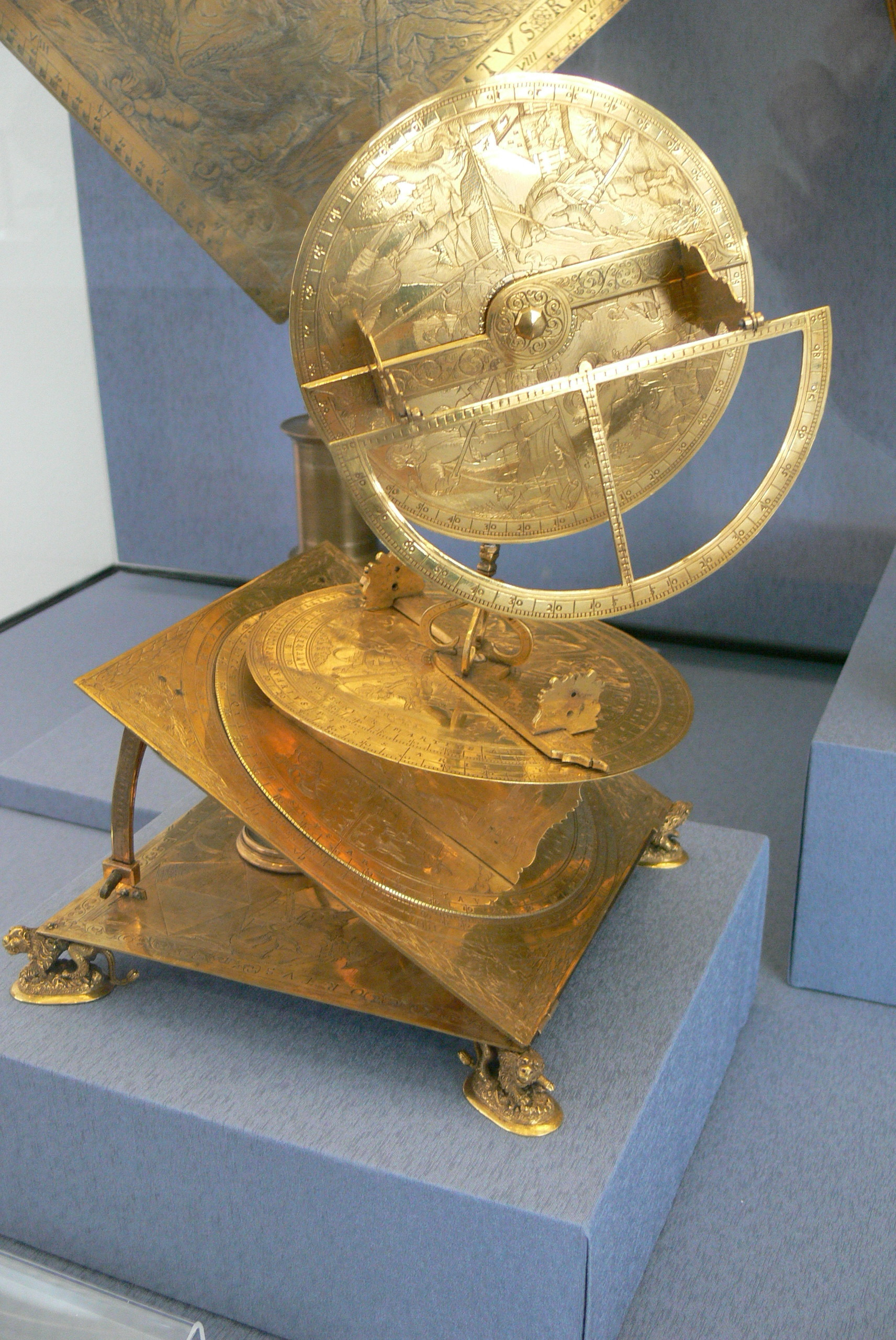
التوركيكوم

صمم جابر بن أفلح أول كرة سماوية محمولة لقياس الإحداثيات السماوية (تعرف كرته هذه باسم توركيكوم).

## من أهم مؤلفاته
- كتاب الهيئة أو إصلاح المجسطي والذي صحح فيه بعض آراء بطليموس وأثبت أن عطارد والزهرة أقرب إلى الأرض منها إلى الشمس.